# A Lethal Dose of American Hatred
A Lethal Dose of American Hatred è il secondo album studio del gruppo sludge metal statunitense Superjoint Ritual, pubblicato il 22 luglio 2003 da Sanctuary Records.
Furono girati video per Waiting for the Turning Point e Dress Like a Target.

## Tracce
1. Sickness – 3:06
2. Waiting for the Turning Point – 1:27
3. Dress Like a Target – 2:46
4. The Destruction of a Person – 4:26
5. Personal Insult – 4:12
6. Never to Sit or Stand Again – 5:14
7. Death Threat – 2:10
8. Permanently – 3:24
9. Stealing a Page or Two from Armed and Radical Pagans – 3:28
10. Symbol of Nevermore – 5:05
11. The Knife Rises – 3:51
12. The Horror – 1:17
13. Absorbed – 5:45

## Formazione[2]
- Phil Anselmo - voce, chitarra
- Jimmy Bower - chitarra
- Kevin Bond - chitarra
- Hank Williams III - basso
- Joe Fazzio - batteria

### Crediti
- Dave Fortman - missaggio
- Mark Casselman - mastering
- Keith Neltner - design
- Paul Brown - fotografia

## Classifiche[3]
| Anno | Classifica             | Posizione |
| ---- | ---------------------- | --------- |
| 2003 | The Billboard 200      | 55        |
| 2003 | Top Independent Albums | 2         |